# Giustina Rocca
Giustina Rocca (falecida em 1502) foi uma advogada, juíza e diplomata do renascimento italiano. Ela foi considerada a primeira advogada do mundo e considerada uma inspiração para a personagem de Portia na peça de Shakespeare Mercador de Veneza.

## Vida
Giustina Rocca nasceu em Trani na segunda metade do século XV, filha de Orazio Rocca, orador do senado de Nápoles. Casou-se com o Capitão Real Giovanni Antonio Palagano, com quem teve quatro filhos. A sua filha Cornelia morreu antes de completar vinte anos em 1492.
Rocca era advogada do Tribunal de Trani e é tradicionalmente considerada uma especialista em questões diplomáticas delicadas entre Trani e Veneza. A 8 de abril de 1500 ela pronunciou uma sentença arbitral perante o governador veneziano de Trani, Ludovico Contarini. No seu último desejo, ditado a um notário a 10 de junho de 1501, ela pediu para ser sepultada na Catedral de Trani, ao lado do túmulo da sua filha Cornélia.
A sua vida foi celebrada no Tractatus de iure patronatus (1533), do jurista de Trani Cesare Lambertini.